# Gouvernement de Lvov
1914–1915
Entités précédentes :
- Royaume de Galicie et de Lodomérie

Entités suivantes :
- Royaume de Galicie et de Lodomérie

Le gouvernement de Lvov (en russe : Львовская губерния, Lvovskaïa goubernia, en ukrainien : Львівська губернія, Lvivska goubernia) était une entité territoriale administrative (gouvernement) éphémère de la Russie impériale sur le territoire de la Galicie orientale occupée par les troupes russes lors de la Première Guerre mondiale, du 23 août 1914 (5 septembre dans le calendrier grégorien) au 22 juin 1915.
Le gouvernement cesse d'exister au cours de l'offensive de Gorlice-Tarnów, les forces des empires centraux repoussant l'armée russe hors de Galicie.

## Organisation
Le gouvernement, relevant du gouvernement général de Galicie, est divisé en 16 ouïezds et a pour capitale Lvov. La population (1,8 million d'habitants recensés en 1910) est composée majoritairement d'Ukrainiens (62,5 %) et de Polonais (33,7 %).